# Nelson Vargas
Nelson Vargas (Holyoke, 6 de agosto de 1974) é um ex-futebolista norte-americano.

## Carreira
Em clubes, jogou em apenas dois: o Tampa Bay Mutiny, entre 1996 e 1997, e o Miami Fusion, onde atuou de 1998 a 2000. 

## Seleção
Jogou também nas Olimpíadas de 1996 pela Seleção dos Estados Unidos quando atuou em casa.
Com a carreira bastante afetada por lesões, Vargas abandonou a carreira de jogador em novembro de 2000, com apenas 26 anos.